# Kambasegela
Kambasegela ist ein Verwaltungsbezirk (Ward) des Distrikts Busokelo in der tansanischen Region Mbeya.

## Geografie
Kambasegela liegt im Südwesten von Tansania etwa 20 Kilometer nordwestlich vom Malawisee. Der größte Teil des Bezirkes ist hügelig und liegt in rund 600 Meter Seehöhe mit einigen eingebetteten Kraterseen. Im Nordosten steigt das Land auf 800 Meter an. Das wichtigste Gewässer ist der Fluss Mbaka, der im Westen die Grenze bildet. Die Fläche beträgt 22 Quadratkilometer. Bei der Volkszählung 2022 lebten hier 6746 Menschen in 1966 Haushalten.

## Gliederung
Der Bezirk besteht aus drei Gemeinden (Mtaa) mit 12 Orten (Kitongoji):
| Mbambo - Ikapu - Igunga - Isyeto - Mbambo Kati | Kambasegela - Mwangumbe - Nkuju - Kanisani - Iponjola - Mpanda | Katela - Ilopa - Katela - Mpata |

## Wirtschaft und Infrastruktur
- Landwirtschaft: In Kambasegela werden hauptsächlich Kakao, Reis, Bananen, Mais, Gemüse und Obst angebaut.[7]
- Bildung: Für die Ausbildung der Jugend gibt es drei Grundschulen, in der rund 1800 Schüler unterrichtet werden. Das entspricht einer Schulbesuchsquote von 91 %. Zwei weiterführende Schulen besuchen 940 Jugendliche (Stand 2017/18).[7]
- Gesundheit: Im Bezirk gibt es zwei öffentliche Apotheken, eine in Kambasegela[8] und eine in Mbambo.[9]